# Oltar
Oltar (latinsko altare 'žrtvenik') je vsaka zgradba, na kateri se daruje, kot žrtvovanje so namenjene religioznim potrebam. Oltar stoji po navadi v svetišču, ki je lahko v templju, cerkvi in drugih mestih čaščenja. Danes se uporabljajo predvsem v krščanstvu, budizmu, hinduizmu, šintoizmu, itd. Tudi v novopoganstvu in obrednih magijah. Judaizem je uporabljal takšno strukturo do uničenja Drugega templja. Tudi mnoge zgodovinske religije so jih poznale, vključno grška in skandinavska.

## Antika

### Hebrejska biblija
Oltarji (hebrejščina: מזבח, mizbe'ah, 'prostor za zakol ali žrtvovanje')  v hebrejski Bibliji so bili običajno narejeni iz zemlje  ali neobdelanega kamna. Oltarji so bili na splošno postavljeni na vidnih mestih. Prvi, zapisan v hebrejski Bibliji je tisti, ki ga je postavil Noe. Oltarje so postavili Abraham , Izak, Jakob in Mojzes.
Po teofaniji na gori Sinaj, v tabernaklju - in zatem v templju – sta se uporabljala samo dva oltarja: oltar žgalnih daritev in oltar kadila.
- Oltarji v antiki
- Oltar z rogovi Tel Be'er Sheva, Izrael.
- Antični grški kiliks prikazuje hoplite, ki žrtvujejo pred oltarjem, okoli 480 pr. n. št.. muzej antična Agora, Atene v Atalusovi stoi
- Pergamonski oltar, rekonstrukcija v Pergamonskem muzeju, Berlin.
- Opferstein ali žrtvenik v Maria Taferl, Avstrija. Starodavni Kelti so ga uporabljali, da bi žrtvovali in je zdaj na trgu pred baziliko.

## Krščanstvo
Beseda 'oltar', v grščini θυσιαστήριον, se pojavi v Novi zavezi štiriindvajsetkrat. V katoliški in pravoslavni krščanski teologiji je evharistija ponovna predstavitev, v dobesednem smislu, da je ena žrtev postala »ponovno prisotna«. Zato je miza, na kateri je posvečena evharistija, imenovana oltar.
Oltarji zasedajo pomembno mesto v svetiščih vseh cerkva Katoliške cerkve, vzhodnega pravoslavja, Orientalske pravoslavne cerkve, Vzhodne asirske cerkve in Antične cerkve vzhoda ter v večini anglikanskih in luteranskih cerkva. Najdena jih je tudi v manjšini drugih protestantskih čaščenj, čeprav izraz 'obhajilna miza', ki se izogiba žrtvam, ki jih označuje oltar, je v cerkvah v reformirani tradiciji prednostna. Oltar igra osrednjo vlogo pri praznovanju evharistije, ki se odvija na oltarju, na katerem so postavljeni kruh in vino za posvečenje.
Območje okrog oltarja je videti kot obdarjeno z večjo svetostjo in običajno se fizično razlikuje od preostale cerkve bodisi s stalno strukturo, kot je ikonostas, korna pregrada ali oltarna pregrada (ograja), z zaveso, ki jo je mogoče zapreti za bolj slovesne trenutke liturgije, tako kot v armenski apostolski cerkvi in armenski katoliški cerkvi ali preprosto po splošni arhitekturni postavitvi. Oltar je pogosto višje kot ostala cerkev. V reformiranih in anabaptističnih cerkvah miza služi podobni funkciji. Pogovorno se beseda 'oltar' uporablja tudi za označevanje oltarne pregrade, vendar je ta uporaba tehnično napačna.
Cerkve imajo na splošno en sam oltar, večje cerkve imajo eno ali več stranskih kapelic, od katerih ima vsaka svoj oltar. Glavni oltar je bil imenovan tudi 'visok oltar'. Od oživitve somaševanja na zahodu, rimski misal priporoča, da v novih cerkvah obstaja le en oltar, »ki pri vernikih označuje enega Kristusa in eno evharistijo«. Večina zahodnih cerkev iz nekdanjega obdobja, naj gre za rimskokatoliško ali anglikansko, ima v osrednjem delu cerkve velik visok oltar z eno ali več sosednjimi kapelami, od katerih ima vsaka svoj oltar, na katerem se lahko praznuje evharistija ob delavnikih.
Arhitekturno obstajata dve vrsti oltarjev: tisti, ki so pritrjeni na vzhodno steno kora, in tiste, ki so prosto stoječi in jih je mogoče obhoditi. 
V najzgodnejših obdobjih Cerkve se zdi, da je bila evharistija izvajana na prenosnih oltarjih, ki so bili narejeni za ta namen. Nekateri zgodovinarji menijo, da so med preganjanjem praznovali evharistijo med grobnicami v katakombah v Rimu, s pomočjo sarkofagov mučencev kot oltarjev, na katerih naj bi praznovali. Drugi zgodovinarji to izpodbijajo, vendar se domneva, da je tu izvor tradicije postavljanja relikvij pod oltar.
Ko je bilo krščanstvo pod Konstantinom Velikim in Licinijem legalizirano, so bile v velikem številu zgrajene prave cerkvene stavbe, običajno s samostojnimi oltarji sredi svetišča, ki so bila v vseh zgodnjih cerkvah zgrajenih v Rimu, na zahodnem delu cerkve . »Ko so kristjani v Rimu v 4. stoletju lahko svobodno začeli graditi cerkve, so običajno postavili svetišče proti zahodnemu koncu stavbe, ki je imitirala svetišče Jeruzalemskega templja. Čeprav je bil v času Jeruzalemskega templja veliki duhovnik res obrnjen proti vzhodu, ko je žrtvoval na Yom Kippurju, je bilo svetišče, v katerem je stal, na zahodnem koncu templja. Krščanska replikacija postavitve in usmeritev Jeruzalemskega templja je pripomogla k dramatizaciji eshatološkega pomena, povezanega z žrtvijo Jezusove smrti visokega duhovnika v poslanstvu za Hebreje.«  Duhovniki (škof, duhovniki, diakoni, ministranti) so praznovali evharistijo obrnjeni proti vzhodu. Nekateri trdijo, da se je za osrednji del praznovanja skupnosti odvijalo na enak način. Po 6. stoletju je prevladala nasprotna usmeritev, z vhodom na zahodni in oltarjem na vzhodni strani. Nato so se duhovniki in skupnost obračali na vzhod med celotnim obredom; v zahodni Evropi so se v srednjem veku začeli oltarji stalno postavljati proti vzhodni steni kora.

### V zahodni krščanski cerkvi
Večina rubrik, tudi v knjigah 17. stoletja in kasneje, kot je npr. Pontificale Romanum, še naprej predvideva samostojen oltar. Obred posvetitve cerkve je še naprej predvideval, da bi uradni škof lahko obkrožil oltar med posvetitvijo cerkve in njenega oltarja. Kljub temu se je z večanjem velikosti in pomena retablov večina oltarjev postavljala proti steni ali komaj ločena od nje.
V skoraj vseh primerih se je vztrajalo pri usmeritvi molitve na vzhod, čeprav je bil oltar na zahodnem delu cerkve, kot v vseh prvih cerkvah v Rimu, pri čemer je duhovnik, ki je daroval mašo, gledal skupnost in cerkveni vhod ali če je bil na vzhodnem koncu cerkve, se je duhovnik obračal z vzhodno apsido in imel hrbet obrnjen proti skupnosti. Ta raznolikost je bila prepoznana v rubrikah rimskega misala iz leta 1604, tipične izdaje papeža Klement VIII. do izdaje papeža Janeza XXIII. iz leta 1962: Si altare sit ad orientem, versus populumu ...
Ko so bili postavljeni blizu stene ali so se je dotikali, so oltarji pogosto presegli retabel ali oltarni nastavek. Če so prostostoječi, bi jih lahko postavili, tako kot v vzhodno krščanstvo, v ciborij (včasih tudi baldahin)
Pravila o današnji obliki rimske obredne liturgije priporočajo samostojni glavni oltar, ki je »zaželen, kadar koli je to mogoče.« Podobno je v anglikanskem obredju, rubrike v Knjigi poganske molitve predlaga oltar proti steni, dokler revizija te knjige v 20. stoletju ni odstranila besede, ki je predlaga kakršno koli obliko oltarja.
Kot oltar v strukturnem pomenu, je na zahodu postalo običajno, da je bil v latinščini označen kot altaria portatilia (prenosni oltar), tudi oltarni kamen. Med obredom je lahko duhovnik hodil okoli njega. Prav tako so bili vstavljeni v središče grajenih oltarjev, zlasti tistih iz lesa. V tem primeru je bil oltarni kamen tudi liturgični oltar. Pontificale Romanum je obsegal obred za hkratni blagoslov več teh oltarnih kamnov. Na vzhodu je antimins (štirikotno oltarno platno s podobo polaganja Kristusa v grob) služil in še naprej služi istemu namenu.
Izraz 'premični oltar' ali 'prenosni oltar' se zdaj uporablja za celoten strukturni oltar z ali brez vstavljenega oltarnega kamna, ki se ga lahko dejansko premakne.
Premični oltarji vključujejo prostostoječe lesene mize brez oltarnega kamna, postavljene v kor stran od vzhodne stene, ki jih cerkve v reformirani tradiciji dajejo prednost. Oltarji, ki jih je mogoče premikati, najdemo v nižjih cerkvah, ki se ne osredotočajo na čaščenje na evharistiji in jih redko izvajajo. Tako katoličani kot protestanti praznujejo evharistijo na takih oltarjih zunaj cerkva in kapelic, tako  na prostem kot v avditoriju.

#### Rimskokatoliška cerkev
Vzhodnokatoliške cerkve sledijo svojim lastnim tradicijam, ki se na splošno ujemajo s podobnimi vzhodno pravoslavnimi ali orientalskimi pravoslavnimi cerkvami. Vse krščanske cerkve vidijo oltar, na katerem se ponuja evharistija kot 'miza Gospodova' (trapeza Kyriou) iz svetega Pavla 1. pisma Korintčanom 10:21 1 Kor 10,21. Pravila, navedena tukaj, so tista latinske cerkve.
Latinska cerkev razlikuje med fiksnimi oltarji (tisti, ki so pritrjeni na tla) in premičnimi (tisti, ki se lahko premaknejo) in navaja: »Zaželeno je, da v vsaki cerkvi obstaja fiksni oltar, ker to bolj jasno in trajno označuje Kristusa, živi kamen (1 Peter 2:4; Efesov 2:10). V drugih krajih, ki so namenjeni svetim praznovanjem, je lahko oltar premičen.« 
Na fiksnem oltarju naj bi na splošno bila plošča iz naravnega kamna, ki se sklada s tradicijo in pomenom, ki jo pripisujejo oltarju, vendar je v mnogih primerih dovoljen dostojanstven, dobro izdelan masiven les; opore ali podnožje fiksnega oltarja so lahko iz vsakega dostojanstvenega trdnega materiala. Premični oltar je lahko iz katerega koli plemenitega trdnega materiala, primernega za liturgično uporabo. 
Liturgične norme določajo:
Primerno je, da je treba ohraniti tradicijo rimske liturgije o postavitvi relikvije mučencev ali drugih svetnikov pod oltar. Vendar je treba opozoriti na naslednje:
a) relikvije, namenjene hrambi morajo biti takšne velikosti, da jih je mogoče prepoznati kot dele človeških teles. Zato ne smemo odlagati pretirano majhnih relikvij enega ali več svetnikov.)
b) Največja pazljivost je potrebna, da se ugotovi verodostojnost relikvij, namenjenih hrambi. Bolje je, da je oltar posvečen brez relikvij, kot pa, da bi bili pod njim relikvije dvomljive verodostojnosti.
c) Relikviarij ne sme biti postavljen na oltarju ali v mizi oltarja, temveč pod mizo kot oblikovanje oltarja lahko dopušča.
Ta zadnja norma izrecno izključuje običajno prakso, ki je v zadnjih stoletjih vstavila relikvije v posebej ustvarjeno votlino znotraj oltarne mize ali oltarnega kamna. Prav tako je izključena postavitev relikvije v podnožju premičnega oltarja.
»Pri gradnji novih cerkva je bolje, da se vzpostavi edini oltar, ki bo v zbiranju vernikov označil enega Kristusa in Cerkvene evharistije. V že obstoječih cerkvah pa je, ko je star oltar tak da postane neprimeren za sodelovanje ljudi, ne da bi ga bilo treba premakniti brez poškodovanja umetniške vrednosti, bi bilo treba postaviti še en fiksni oltar, ki bi bil spretno izdelan in ustrezno posvečen in bi se sakralni obredi odvijali samo tu. Da se pozornost verujočih ne moti od novega oltarja, stari oltar ne bi smel biti okrašen na noben poseben način.«
Oltar, fiksen ali premičen, bi moral biti praviloma ločen od stene, da bi bilo enostavno hoditi okoli njega in darovati mašo. Mesto bi moralo biti postavljeno tako, da bi bilo naravno središče pozornosti celotne skupnosti.
Oltar mora biti pokrit vsaj z eno belo krpo in nič drugega ne sme biti na oltarni mizi, razen tistega, kar je potrebno za liturgično praznovanje. Svečniki in križ je po potrebi lahko bodisi na oltarju bodisi v bližini, zato je zaželeno, da je križ še vedno izven liturgičnih praznovanj.

#### Protestantska cerkev
Veliko različnih oltarjev obstaja v različnih protestantskih verskih skupnostih. Nekatere cerkve, kot je luteranska, imajo oltarje, ki so zelo podobni anglikanskim ali katoliškim, ki se držijo njihovega bolj zakramentalnega razumevanja Gospodove večerje. Kalvinistične cerkve iz reformiranega, baptističnega in drugega ozadja imajo namesto obhajilne mize platneno krpo, pa tudi odprto Sveto pismo in par svečnikov; se ne imenuje 'oltar', ker na noben način ne vidi svetega obhajila kot žrtvovanja. Takšna miza je lahko začasna, saj se premakne na svoje mesto le, če obstaja storitev obhajanja. 

##### Luteranska cerkev
Oltarji v luteranskih cerkvah so pogosto podobni tistim iz katoliških in aglikanskih cerkvah. Luterani verjamejo, da oltar predstavlja Kristusa in ga je treba uporabiti le za posvečenje in distribucijo evharistije. Luteranski oltarji so običajno izdelani iz granita, vendar se uporabljajo tudi drugi materiali. Križanje je treba postaviti nad oltar. Včasih so relikvije nameščene tudi okoli oltarja. 

##### Anglikanska cerkev
Oltarji v anglikanski skupnosti se zelo razlikujejo. V Book of Common Praye, osnova doktrine in prakse za angleško cerkev, ni besede 'oltar'; zadevna postavka se imenuje 'Gospodova miza' ali 'Sveta miza'. To je uradna terminologija, čeprav je v splošni uporabi lahko tudi oltar.
V času reformacije so bili proti vzhodnemu koncu cerkve pritrjeni oltarji, duhovniki pa so darovali mašo na prednjem delu oltarja. Začenši z rubriko Druge molitvene knjige Edvarda VI., ki je bila objavljena leta 1552 in s Knjigo skupne molitve iz leta 1662 (ki je veljala skoraj 300 let), duhovnik stoji 'na severni strani mize'. To je bilo različno razlagano v preteklih letih, in pomeni severno stran sprednje fiksne mize (tj. gleda proti jugu), na severni strani prosto stoječe ali na severni strani prosto stoječe mize v predelu, ki se sooča s skupnostjo, ki sedi v ladji.
Uporaba sveč ali tabernaklja je bila prepovedana s kanonsko zakonodajo, edini okras pa je bilo belo platno.
Začetek Oxfordskega gibanja v 19. stoletju se je pojavljanje anglikanskih oltarjev dramatično obrnilo v številnih cerkvah. Sveče in v nekaterih primerih tabernaklji so se ponovno začeli pojavljati. V nekaterih cerkvah sta bili na vsaki strani oltarja uporabljeni dve sveči; v drugih primerih šest, po tri na obeh straneh tabenaklja, nad katerimi se navadno dviga Križanje ali kakšna druga podoba Kristusa.
V anglikanski praksi je skladnost z določenim standardom odvisna od cerkvene pokrajine in / ali liturgične občutljivosti določene župnije.

### Vzhodnokrščanski obredi

#### Bizantinski obredi
V grščini lahko beseda βωμός pomeni oltar katere koli vere ali v širšem pomenu okolice; to je celotno svetišče [36]. V vzhodnem ortodoksnem ali bizantinskem obredu vzhodne katoliške cerkve to svetišče vključuje tako območje za ikonostasom kot soleas (povišano mesto pred ikonostasom) in ambon. Imenuje se tudi βῆμα (bema). Ko človek vstopi v svetišče, naj bi šel v βωμός ali βῆμα. Sam oltar v taki cerkvi se lahko imenuje bodisi 'sveta miza' (grško Ἁγία Τράπεζα) ali 'prestol' (cerkvenoslovanščina Prestól).
Za vzhodne pravoslavne in bizantinske vzhodne katolike je sveta miza (oltar) običajno prostostoječa, čeprav se v zelo majhnih svetiščih na zadnji steni zaradi prostora. Običajno je približno en meter visoka, lahko je iz kamna, a je običajno iz lesa. Natančne razsežnosti se lahko razlikujejo, vendar je na splošno v tlorisu v razumnem razmerju z velikostjo svetišča. Ima pet nog: po eno na vsakem vogalu in osrednji steber za podporo relikvij, ki so v njej postavljene ob posvetitvi (če posvečenje ni opravil škof, temveč duhovnik, ki ga je pooblastil za ta namen, relikvije niso postavljene v sveto mizo). Prt iz navadnega platna (grško Katasarkion, slovansko Strachítsa) je privezan na sveto mizo z vrvmi; ta prt se nikoli ne odstrani, ko je posvečen oltar in se šteje za 'krstno oblačilo' oltarja. Obloga platna simbolizira epitaphios (grško Ἐπιτάφιος, epitáphios ali Ἐπιτάφιον, epitafion; slovanski: Plaznica, plashchanitsa, arabski: نعش, naash),  krščansko versko ikono v kateri je bilo telo Kristusa ovito, ko je bil položen v grob. Nad tem prvim prtom je druga ornamentirana oltarna tkanina (indítia), pogosto v brokatu liturgične barve, ki se lahko spreminja s cerkveno sezono. Ta zunanja obloga običajno sega do tal in predstavlja slavo božjega prestola. [37] V mnogih cerkvah je običajno, da se prah pobriše na sveti mizi med obredom. Včasih pokriva le evangeljsko knjigo ali sprednjo polovico svete mize, vendar je lahko dovolj velika, da pokrije celotno sveto mizo in vse, kar je na njej, vključno s svečniki. 
Na oltarju je tabernakelj (Kovtchég), miniaturno svetišče, ki je včasih izdelan v obliki cerkve, znotraj katere je majhna posoda, ki vsebuje rezervni zakrament za uporabo pri bolnih. Na oltarju je knjiga evangelija. Pod evangelijem se ohranja antimension, svilena tkanina, vtisnjena z ikono Kristusa pripravljenega za pokop, ki ima v njej relikvijo in nosi podpis škofa. Druga, preprostejša tkanina, ilitón, je ovita okrog antimensiona, da jo ščiti in simbolizira 'prtiček', ki je bil vezana okoli Jezusovega obraza, ko je bil položen v grob. Božja liturgija se mora odvijati na antimensionu, tudi če je oltar posvečen in vsebuje relikvije. Kadar ni v uporabi, ta ostane na mestu v središču svete mize in se ne odstrani razen v nujnih primerih.
Svete mize se lahko dotaknejo samo posvečeni člani višje duhovščine (škofje, duhovniki in diakoni) in nič, kar ni posvečeno. Na primer, ikone so običajno blagoslovljene tako, da jih položijo na sveto mizo za določeno časovno obdobje ali za določeno število božjih liturgij, preden jih blagoslovijo s sveto vodo. Epitafije na veliki petek in križ so prav tako postavljeni na sveto mizo, preden jih odnesejo v središče cerkve, kjer jih bodo slavili verniki.
Namesto zunanjega pokrova imajo nekateri oltarji trajno trdno kritje, ki je lahko zelo okrašeno, bogato izklesano ali celo prevlečeno v plemenito kovino. Na vrhu tega je manjši pokrovček, če želimo, da oltarsko dekoracijo odraža liturgično sezono.
Na severni strani svetišča stoji še en, manjši oltar, znan kot občasna miza (Prothesis ali Zhértvennik), na katerem poteka priprava liturgije. Na njej so kruh in vino pripravljeni pred božjo liturgijo. Prothesis simbolizira jama Betlehema in tudi pomožni kamen, na katerem je bilo pripravljeno Kristusovo telo po snemanju s križa.

#### Orientalski obredi

##### Armenski obredi
V armenskem obredu je oltar postavljen proti vzhodni steni cerkve, pogosto v apsidi. Oblika oltarja je po navadi pravokotna, podobna latinskim oltarjem, vendar ima navadno več stopnic na vrhu mize, na kateri so postavljeni tabernakelj, sveče, ripidion, križ in knjiga evangelija. Oltar je pogosto na neki višini nad vrsto ikon.

#### Aleksandrijski obredi
Oltarji v Aleksandrijski (Koptska pravoslavna cerkev) tradiciji morajo imeti kvadratno lice, na katerem se žrtvuje. Ker standardna koptska liturgija zahteva da duhovnik obkroži oltar, ni nikoli povezan z nobeno steno. Večina koptskih oltarjev je pod baldahinom.

##### Etiopski obredi
V etiopski pravoslavni tradiciji se nad ikono postavlja ikona, vendar proti zadnjemu delu oltarja. Od stene je tako kot v koptski tradiciji.

### Vojaški oltar
Vojaški oltar je bil mobilni oltar, na katerem je bila pred bitko darovana maša. Končni primer je carroccio, triumfalni voz, ki so ga uporabljale srednjeveške italijanske mestne države, mobilno svetišče na štirikolesniku, ki ga je vlekel par volov, z zastavo in zvoncem.
Oltarne kamne so uporabljali vojaški kaplani latinske cerkve v obdobju do 20. stoletja